# Liste der Orte in Potsdam

Wappen der Stadt Potsdam

Diese Liste enthält Siedlungen und Orte der kreisfreien Stadt Potsdam in Brandenburg. Zusätzlich angegeben ist die Art der Zugehörigkeit. Durch Klicken auf das quadratische Symbol in der Titelzeile kann die Liste nach den einzelnen Parametern sortiert werden.
Grundlage für die Angaben sind die beim Online-Dienstleistungsportal des Landes Brandenburg abrufbaren Daten (Stand. 1. Januar 2009). 59 Orts- und Gemeindeteile sowie Siedlungen sind in dieser Liste aufgenommen. Die Liste ist sortierbar.

## Liste
| Ortsname                               | Art          |
| -------------------------------------- | ------------ |
| Anglersiedlung Kanalbrücke             | Wohnplatz    |
| Babelsberg                             | Gemeindeteil |
| Babelsberg Nord                        | Wohnplatz    |
| Babelsberg Süd                         | Wohnplatz    |
| Bergstücken, siehe Kolonie Bergstücken | Wohnplatz    |
| Berliner Vorstadt                      | Wohnplatz    |
| Bornim                                 | Gemeindeteil |
| Bornstedt                              | Gemeindeteil |
| Brandenburger Vorstadt                 | Wohnplatz    |
| Bullenwinkel                           | Wohnplatz    |
| Drewitz                                | Gemeindeteil |
| Eiche                                  | Ortsteil     |
| Einhaus                                | Wohnplatz    |
| Fahrland                               | Ortsteil     |
| Falkenhof                              | Wohnplatz    |
| Forst Potsdam Süd                      | Wohnplatz    |
| Forsthaus Gaisberg                     | Wohnplatz    |
| Golm                                   | Ortsteil     |
| Groß Glienicke                         | Ortsteil     |
| Grube                                  | Ortsteil     |
| Hermannswerder                         | Wohnplatz    |
| Industriegelände                       | Wohnplatz    |
| Jägerhof                               | Wohnplatz    |
| Jägervorstadt                          | Wohnplatz    |
| Kartzow                                | Gemeindeteil |
| Kirchsteigfeld                         | Wohnplatz    |
| Klein Glienicke                        | Wohnplatz    |
| Kolonie Bergstücken                    | Wohnplatz    |
| Krampnitz                              | Gemeindeteil |
| Kuhfort                                | Wohnplatz    |
| Küssel                                 | Wohnplatz    |
| Marquardt                              | Ortsteil     |
| Marquardt-Siedlung                     | Wohnplatz    |
| Nattwerder                             | Gemeindeteil |
| Nauener Vorstadt                       | Wohnplatz    |
| Nedlitz                                | Gemeindeteil |
| Neu Fahrland                           | Ortsteil     |
| Neu Grube                              | Wohnplatz    |
| Neuhainholz                            | Wohnplatz    |
| Nördliche Innenstadt                   | Wohnplatz    |
| Paaren                                 | Gemeindeteil |
| Potsdam West                           | Wohnplatz    |
| Sacrow                                 | Gemeindeteil |
| Satzkorn                               | Ortsteil     |
| Schlaatz                               | Wohnplatz    |
| Schlänitzsee                           | Gemeindeteil |
| Stern                                  | Wohnplatz    |
| Südliche Innenstadt                    | Wohnplatz    |
| Teltower Vorstadt                      | Wohnplatz    |
| Templiner Vorstadt                     | Wohnplatz    |
| Tornow                                 | Wohnplatz    |
| Uetz                                   | Gemeindeteil |
| Uetz-Paaren                            | Ortsteil     |
| Waldsiedlung                           | Wohnplatz    |
| Waldstadt I                            | Wohnplatz    |
| Waldstadt II                           | Wohnplatz    |
| Weinberg                               | Wohnplatz    |
| Wildmeisterei                          | Wohnplatz    |
| Wildpark                               | Wohnplatz    |